# Still Standing EP
Still Standing EP es el primer EP de Yellowcard, y el primer trabajo que realiza Yellowcard con su nuevo compositor, guitarrista y vocalista Ryan Key, fue lanzado el 2000 y solo contiene 4 canciones, las cuales dos de ellas (Rock Star Land y Drifting) serían reeditadas y puestas en el nuevo primer disco de la banda lanzado al año siguiente, el One for the Kids. Al poco tiempo de ser lanzado este EP, el guitarrista Todd Clarry abandona la banda. Es así como Ryan Key toma los labores de Voz y Guitarra rítmica.

## Lista de canciones
1. «Rock Star Land» - 4:41
2. «Millennium Changed» - 3:45
3. «Radio Song Girl» - 4:12
4. «Drifting» - 3:29

## Miembros
- Ryan Key - Voz y Guitarra rítmica
- Ben Harper - Guitarra líder
- Warren Crooke - Bajo
- Longineu Parsons - Batería
- Sean Mackin - Violín y Coros

- Datos: Q1932330